# 서천안 나들목
서천안 나들목(W.Cheonan IC)은 충청남도 천안시 동남구 구룡동에 설치된 당진청주고속도로의 7번 교차로(나들목)이다.

## 역사
- 2016년 2월 22일 : 2022년까지 나들목 신설을 위해 천안시 도시계획시설 교통광장에 동남구 구룡동 일원을 서천안 나들목으로 고시[1]
- 2023년 9월 20일 : 나들목 개통과 함께 서천안 나들목으로 영업 개시[2]

## 구조물 정보
본래 설계 당시에는 고속도로 본선과 접속하는 입체 교차로는 트럼펫형으로, 지방도와 만나는 교차로는 천안 시내 방향 진출로만 고가화하는 형태로 예정되었다. 이후 원톨링 시스템이 도입되면서 요금소를 건설하지 않게 되면서 나들목 구조를 완전히 새로운 구조로 변경하게 되었다. 변경된 나들목은 Y자형과 유사한 형태이며 고속도로 본선과 접속되는 부분은 입체화, 지방도와 만나는 부분은 평면 교차로를 이룬다.
- 위치: 충청남도 천안시 동남구 청룡동
- 한국도로공사 천안지사: 충청남도 천안시 동남구 광풍로 1620 (청룡동)
- 영업소(진입): 충청남도 천안시 동남구 아산청주고속도로 17-2
- 영업소(진출): 충청남도 천안시 동남구 아산청주고속도로 17-3, 아산청주고속도로 18

## 접속하는 도로
- 지방도 제629호선 (광풍로)